# Обыкновенный сосновый пилильщик
Обыкновенный сосновый пилильщик (лат. Diprion pini) — пилильщик семейства сосновые пилильщики. Вредитель сосны обыкновенной по всему её ареалу.

## Распространение
Вид распространён в Европе в следующих странах: Австрия, Белоруссия, Бельгия, Великобритания, Болгария, Хорватия, Чешская Республика, Дания, Эстония, Финляндия, Франция, Германия, Венгрия, Ирландия, Италия, Латвия, Люксембург, Норвегия, Польша, Румыния, Украина, Сардиния, Словакия, Швеция, Швейцария, Нидерланды, Центральная Россия .